# Mamadi Berthé
Mamadi Berthé (Nogent-sur-Marne, 17 gennaio 1983) è un ex calciatore francese naturalizzato maliano, di ruolo attaccante.

## Carriera

### Nazionale
Ha partecipato ai Mondiali Under-20 del 2003. Gioca con la selezione olimpica i Giochi di Atene 2004.